# Maladzecsna
Maladzecsna (Маладзечна, oroszul Молодечно – Mologyecsno) járási jogú város Fehéroroszország Minszki területének nyugati részén, a Maladzecsnai járás székhelye. 2005. január 1-jén 98,4 ezer lakosa volt , ezzel a Minszki terület 3. és az ország 15. legnépesebb települése. Közigazgatási területe 30 km². Minszktől 70 km-re északnyugatra, az Usa-folyó partján fekszik. 1944-1960 között a Mologyecsnói terület székhelye volt.

## Történelem

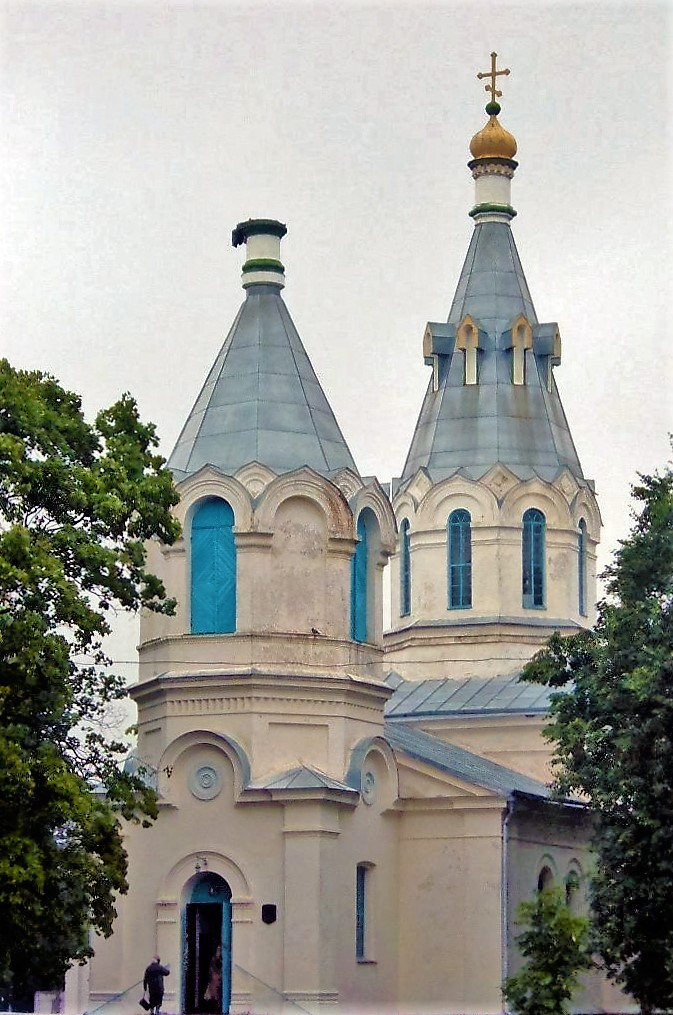
A Pokrovszkaja-templom

Az Usa jobb partján emelt erődítményről az első írásos említés 1388-ból származik, a mellette kialakult települést a következő évben említik először. 1501-ben I. Zsigmond lengyel király Msztyiszlavli Mihailnak adta a maladzecsnai birtokokat. 1567-ben a trakai vajda birtokába került. A következő évben a moszkvai orosz állam és a lengyel király csapatai ütköztek meg falainál. A 17. század közepén a Gosiewski-család birtokába került, akiknek az uralma alatt az erődítményt kibővítették, megerősítették. Maga a település is fontos kereskedelmi központtá vált. 1708-ban XII. Károly svéd király hadseregének egyik jelentős szálláshelye volt. 1711-ben Bogusław Gosiewski püspök eladta az Ogiński-családnak. Az ő uralmuk alatt sokat fejlődött Maladzecsna, klasszicista stílusú palotát, késő reneszánsz templomot építtettek és 1730-ban vásártartási jogokat szereztek a településnek. A 18. század közepén trinitárius kolostor is létesült itt. 1793-ban Lengyelország második felosztásakor Oroszországhoz csatolták. Az 1812-es háborúban (november 21-én) súlyos harcok színhelye a Claude-Victor Perrin vezette napóleoni és a Jefim Csaplic vezette cári hadsereg között. A vár és a kastély, valamint a település nagy része ekkor elpusztult, a 19. század közepére alig félezer lakója maradt. 1873-ban a Minszk-Vilna vasútvonal megépülésével indult újra fejlődésnek, a 20. század elejére már vasúti csomóponttá vált. Az első világháborúban az orosz 10. hadsereg főhadiszállása itt volt. 1918 februárja és decembere között német megszállás alatt volt, majd megalakult a szovjethatalom. 1919. július 4-én Stanisław Szeptycki lengyel csapatai foglalták el, majd a rigai béke során Lengyelországhoz csatolták. 1929. április 26-án kapta meg a városi jogokat és a Wiłnói vajdaság járási (powiat) székhelye lett. 1939 szeptemberében a Belorusz SZSZK-hoz csatolták. A német megszállás (1941. június 26-ától) idején koncentrációs tábort (Stalag 342) létesítettek itt a szovjet hadifoglyok és a zsidó lakosság számára, ahol mintegy 30 ezer ember öltek meg. 1944. június 5-én szabadult fel a város. Szeptember 20-án a háborúban csaknem teljesen lerombolt Vilejka helyett ide helyezték át a Vilejkai terület székhelyét. Területi székhelyként (1960-ig) és vasúti csomópontként a város gyorsan iparosodott és lakosságszáma is gyorsan nőtt (1939-ben 6,6 ezer, 1959-ben 26,3 ezer, 1970-ben 50 ezer lakosa volt ).

## Gazdaság
Sokoldalú iparának legfontosabb ága a szerszámgépgyártás, de élelmiszer (tej- és húskombinát), textil-, cipő- és bútoripara is számottevő. A város közelében az 1960-as években létesítették a Maladzecsnai Légibázist.
Maladzecsna fontos közlekedési csomópont, itt keresztezi egymást a Minszk-Vilnius valamint a Polack-Lida vasútvonal. Főutak kötik össze Vilejkával (24 km), Valozsinnal (39 km), Szmarhonnyal (40 km) és Minszkkel (70 km).

## Nevezetességek
- A Pokrovszkaja-templom óorosz stílusban épült 1867-1871 között.
- A vasúti pályaudvar épülete 1907-ben épült.
- Az egykori koncentrációs tábor helyén a fasizmus áldozatainak emlékhelye található.
- A modern stílusú Szt. József-templom 1990-1997 között épült.
- Fennmaradt az egykori trinitárius monostorhoz tartozó 1762-ben épült lakóépület.
- Az egykori zsinagóga épülete a 20. század elején épült.
- 1990 után protestáns és katolikus templom is épült a városban.
- 1993 óta kétévente megrendezik a Belarusz Dal- és Versfesztivált.